# Andrena rodilla
Andrena rodilla är en biart som beskrevs av Donovan 1977. Andrena rodilla ingår i släktet sandbin, och familjen grävbin. Inga underarter finns listade i Catalogue of Life.